# Krenosmittia zhengi
Krenosmittia zhengi är en tvåvingeart som beskrevs av Guo och Wang 2005. Krenosmittia zhengi ingår i släktet Krenosmittia och familjen fjädermyggor. Inga underarter finns listade i Catalogue of Life.